# Медицинское обеспечение
Медици́нское обеспече́ние — вид обеспечения действий войск (сил). Представляет собой совокупность мероприятий осуществляемых военными медиками по сохранению боеспособности, укреплению здоровья личного состава вооружённых сил, своевременному оказанию медицинской помощи и мер по восстановлению здоровья, боеспособности (трудоспособности) раненых и больных. 

## Организация медицинского обеспечения

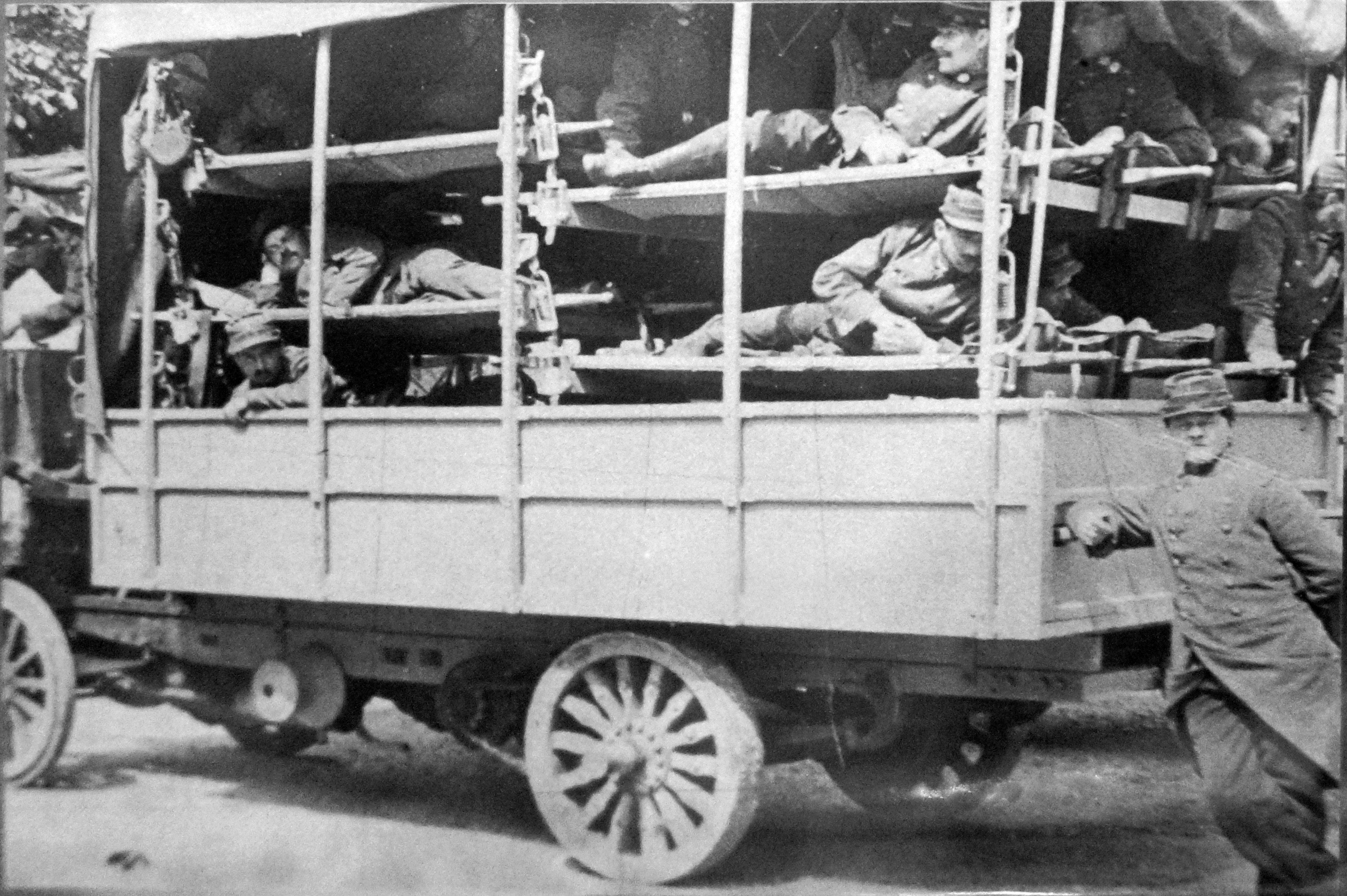
Эвакуация на санитарной машине в тыл раненых солдат французской армии в период Первой мировой войны

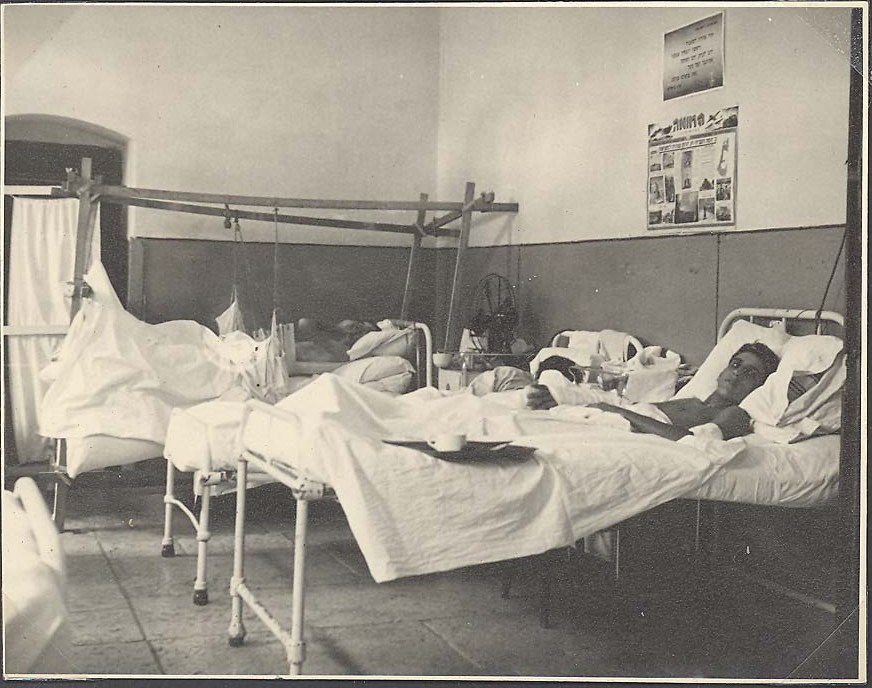
Палата военного госпиталя
израильской армии.
1948 год

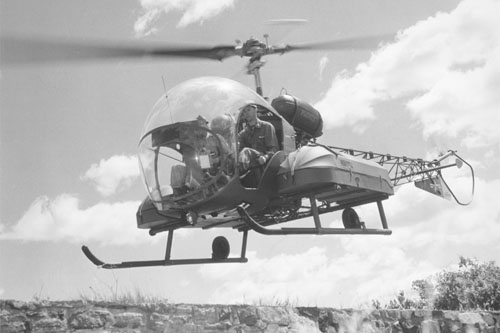
Bell H-13G («Ангел Милосердия») — основной американский санитарный вертолёт для эвакуации раненых в период корейской войны

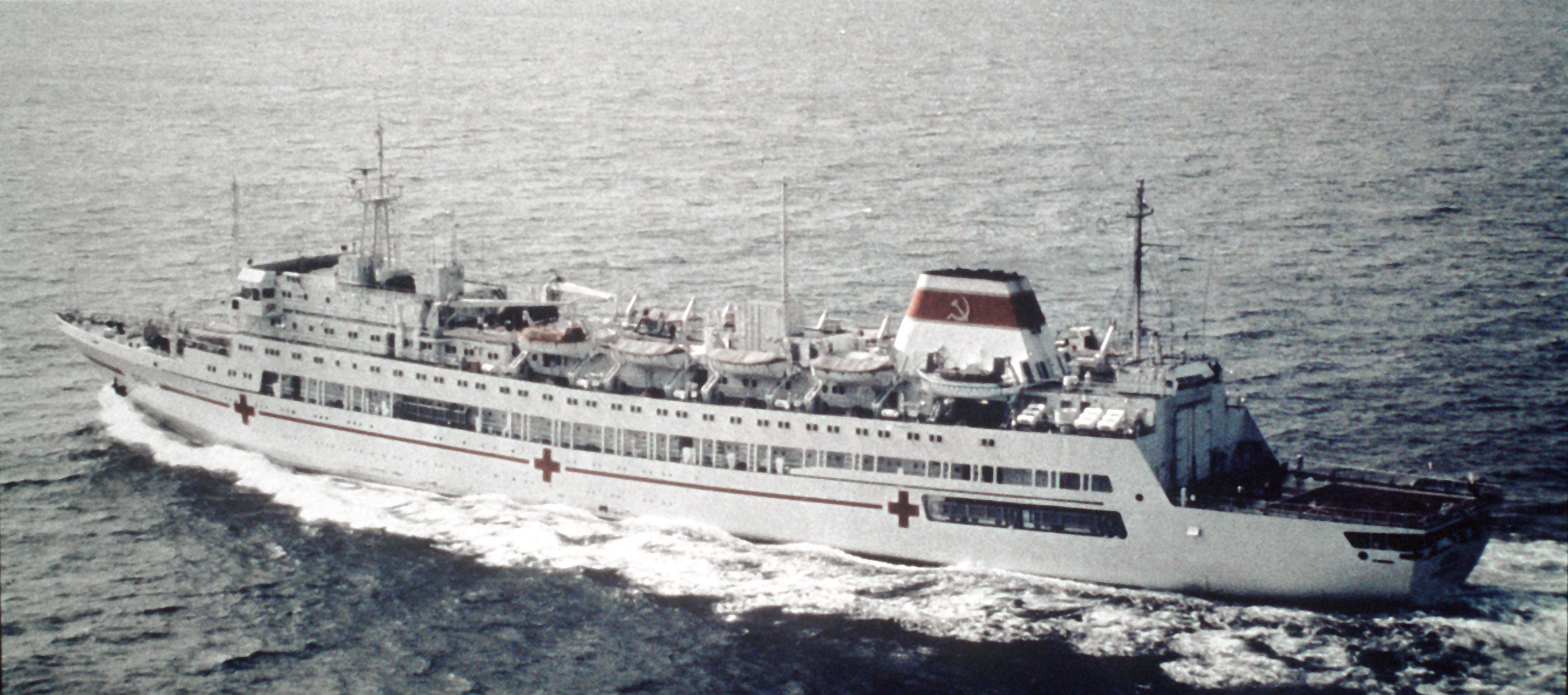
Госпитальное судно «Обь».
Одно из средств медицинского обеспечения ВМФ СССР

Организация медицинского обеспечения проводится начальниками медицинской службы воинских формирований в соответствии с климатогеографическими и санитарно-эпидемическими особенностями районов дислокации и действий войск (сил), а также с учётом состояния здоровья и характера заболеваемости личного состава. 
Формы и методы медицинского обеспечения определяются в зависимости от экономических возможностей общества, организации вооружённых сил, их вооружения и технического оснащения, уровня развития медицины науки, применяемых сторонами оружия и способов действий, величины и структуры санитарных потерь и остальных факторов оперативной, тыловой и медицинской обстановки. 
Главное значение уделяется бесперебойному снабжению войск, частей и подразделений медицинской службы необходимым имуществом, а также контроль за организацией питания и водоснабжения личного состава.
Медицинское обеспечение состоит из следующих мероприятий:
- лечебно-профилактические;
- лечебно-эвакуационные;
- санитарно-гигиенические;
- противоэпидемические;
- мероприятия по защите войск (сил) от оружия массового поражения.

В ходе боевых действий в медицинском обеспечении приоритетной задачей является лечебно-эвакуационные мероприятия состоящие из розыска, сбора раненых и больных, оказания им медицинской помощи, их эвакуация и лечение. До начала XX века, в связи с неразвитостью средств эвакуации и отсутствии чёткой дифференциации специализированного лечения, основной системой лечения раненых и больных была медицинская помощь на месте.
В годы Великой Отечественной войны в Вооружённых силах СССР была принята поэтапная система лечения раненых и больных с эвакуацией в соответствующие тыловые лечебные учреждения согласно медицинским показаниям. В послевоенный период появилось понятие «медицинская реабилитация», в которую входит комплексное лечение, военно-профессиональные и морально-психологические мероприятия, направленные на скорейшее восстановление боеспособности (трудоспособности) раненых и больных.
Появление оружия массового поражения привело к некоторым изменениям в принципах, формах и способах медицинского обеспечения. Вероятность появления  крупных очагов массовых санитарных потерь требует организации неотложных лечебно-эвакуационных мероприятий с дополнительным привлечением значительных, сил и средств. Действия медицинской службы по защите личного состава от оружия массового поражения включают своевременное применение подходящих профилактических и лечебных специфических и неспецифических средств: антидотов, радиопротекторов, вакцин, сывороток, антибиотиков и других препаратов. Использование данных средств даёт возможность предупредить или ослабить воздействие поражающих факторов ядерного, химического, биологического и других видов оружия на личный состав и предотвратить или уменьшить выход его из строя, сохранить полностью или частично боеспособность. Данные мероприятия проводятся одновременно с противоэпидемическими и санитарно-гигиеническими.
Планирование медицинского обеспечения осуществляется с учётом факторов возможного применения противником оружия массового поражения, а также расчёта потребности в необходимых силах и средствах. 
В Вооружённых силах Российской Федерации основным документом управления силами и средствами медицинской службы является план медицинского обеспечения, который составлен исходя из указаний командиpa части и старшего начальника медицинской службы. 
В вооружённых силах многих государств медицинской обеспечение организуется на одинаковых принципах. В боевой обстановке главное внимание уделено возможно раннему оказанию медицинской помощи раненым, на их быструю эвакуацию из зоны боевых действий.